# Corymorpha rubicincta
Corymorpha rubicincta is een hydroïdpoliep uit de familie Corymorphidae. De poliep komt uit het geslacht Corymorpha. Corymorpha rubicincta werd in 2008 voor het eerst wetenschappelijk beschreven door Watson. 